# Караїми
Караї́ми (самоназва — Караї; караїм. qaraylar) — тюркський народ, який живе у Криму. Караїмська мова належить до кипчацької групи тюркських мов. Батьківщиною караїмів вважають Крим. Багато караїмів мешкає в околицях Тракаю (Литва), колись великі поселення караїмів існували в Галичі, Луцьку, Києві, Одесі тощо. Відрізняють північний (тракайський), південний (галицький) і кримський діалекти караїмської мови. Караїмів разом з кримчаками та кримськими татарами визнано корінним народом Криму та України.

## Етимологія
Гебрейське «караїм» (у множині, в однині «карай») означає «читачі (Тори себто Закону Мойсеєвого і інших книг Святого Письма, Біблії)» пов'язане з дієсловом «караъа» «кликав, звав, називав; читав (у тому числі й уголос)», споріднене з арамейським «кликав; читав»; назву було дано караям як представникам різновиду юдаїзму, які, на відміну від євреїв-талмудистів (що, крім книг Закону (Тори, Біблії), визнають ще й книги Науки (Талмуд)), знають лише книги Закону, Пророків і Писань (ТаНаХу). За однією з версій самоназва цього народу — «карай» походить від старосемітського кореня КаРаЪа, де позначає поняття читати або бачити, звідки також походить назва святої для мусульман книги Коран.
Також «караїм» — «низька бараняча шапка з плоским верхом»; — запозичення з гебрайської мови.

## Історія

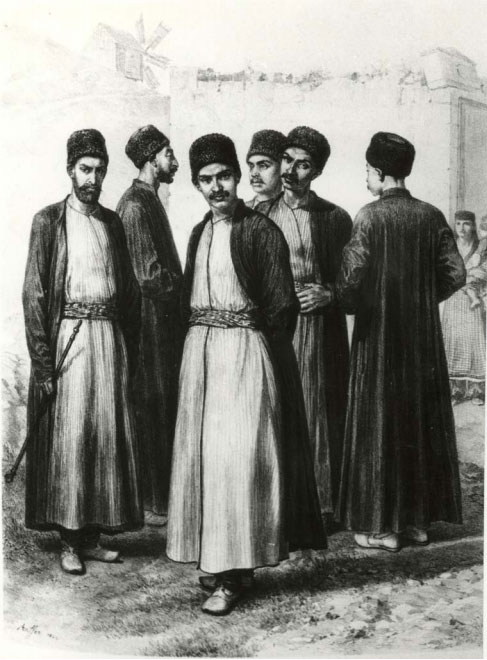
Караїми у національному вбранні

Першоджерела первинного розселення караїмів відносять до хозарської доби. За однієї версією, караїмів вважають гоями, метисованими семітами. На той час в Хозарії євреї проживали в самоізоляції кагалу. Саме ортодоксальність талмудистів провокувала відчужене ставлення дітей семітів поза кагалом до батьків. Після виходу кагала по Ітілю-Волзі в південне узбережжя Балтики нащадки отримали значну самостійність та склали ядро вторинного етносу з наслідуванням змінених традицій талмудизму, а саме через протиставлення. Тривалий час їх зараховували до євреїв. По цей час протиставляють хозарську та семітську гіпотези утворення цього етносу.

### Середні віки та Новий час

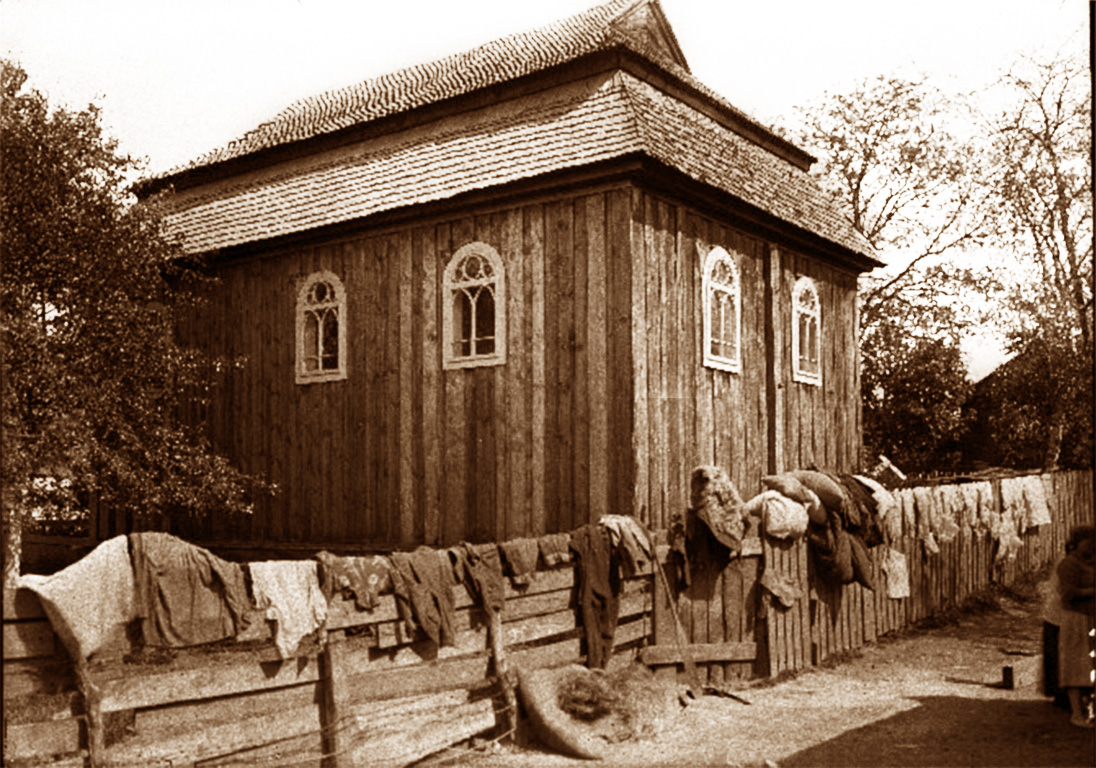
Сушіння одягу перед луцькою кенасою

У середині XIV століття караїмська громада з'являється в Кирк-Єрі, з часом це місто стало і тривалий час було столицею караїмів у Криму. У XVII ст. топонім «Кирк-Єр» змінено на «Чуфут-Кале» (у перекладі «юдейська/єврейська фортеця»). Перша письмова згадка про караїмську громаду Кирк-Єра датується 1459 роком, саме цей рік значиться в ярлику кримського хана Хаджі I Ґерая, даному жителям цього міста, серед яких згадуються і євреї (тобто караїми). Приблизно до XIV ст. дослідники відносять також появу караїмської громади в Карасубазарі і Ґьозлеве. У 2-й пол. XV ст. караїми з'являються на Мангупі, перші караїмські поселенці тут були грекомовними і переселилися в Крим з Візантії після 1453 року, коли Константинополь був захоплений османами (про це свідчать написи грецьких імен на мангупському караїмському цвинтарі).
У XVI—XVIII ст. найбільш значимою і впливовою караїмською громадою в Криму була громада Чуфут-Кале. Місцеві караїми, очевидно, відігравали важливу роль у підтримці на належному рівні економіки розташованого по сусідству Бахчисарая, столиці Кримського ханату. Караїми були відомими як ремісники (зокрема шкіряники та ювеліри) і торговці, займалися вони також садівництвом і землеробством.
У XVII—XVIII ст. багато караїмів мали в Бахчисараї свої крамниці та майстерні, однак їм не дозволялося залишатися на ніч у місті. Будучи економічним центром, Чуфут-Кале був також релігійним і культурним осередком караїмського життя. У 2-й пол. XVIII ст. караїми Криму налагодили тісні зв'язки з караїмами Литви і Луцька (караїмська громада Луцька 1765 нараховувала 104 особи). Із Луцька в Крим переселилася група караїмських учених, серед них був, зокрема, Сімха Іцхак бен Моше Луцький, він оселився в Чуфут-Кале 1750.
У своєму творі «Орах цаддікім» («Шлях праведних») Сімха Іцхак бен Моше виклав історію караїмізму і дав огляд діяльності караїмських учених у різних країнах. Близько 1731 в Чуфут-Кале на кошти караїмського лідера Ісаака бен Моше Сінан-Челебі була заснована караїмська друкарня.

### Новітній етап

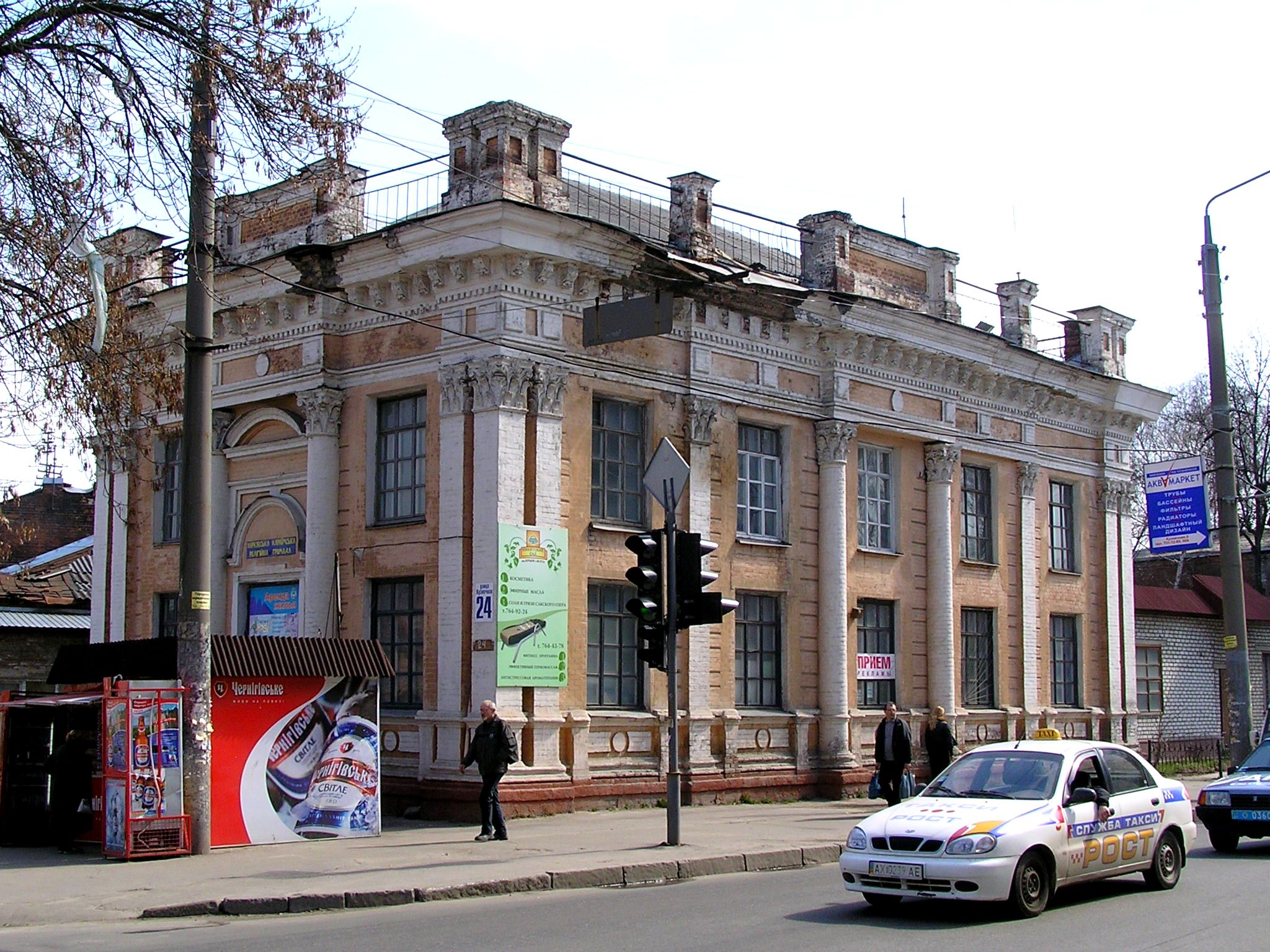
Караїмська кенаса у Харкові

XIX століття виявилося дуже важливим для формування етнічної ідентичності караїмів, особливо в опозиції до юдаїзму. Щоб уникнути переслідування, які торкнулися євреїв, один із караїмських мислителів — Абрахам Фиркович — запропонував тезу, що оскільки в Єрусалимі в I столітті нашої ери не було караїмів, то вони не можуть нести з іншими євреями відповідальність за розп'яття Христа.
Разом з розвитком етнічної ідентичності посилюється їхня європеїзація — приймається світська освіта, дозволяються змішані шлюби і участь у суспільному житті. В XIX столітті 40 % тютюнової промисловості в Росії була в руках караїмів, і навіть на рубежі XVIII і XIX століть вони мали значний вплив серед козаків на Кубані і Кавказі.
У 1910 році відбувся перший національний конгрес караїмів у Євпаторії, у якому взяли участь в основному російські та кримські караїми.

## У Речі Посполитій

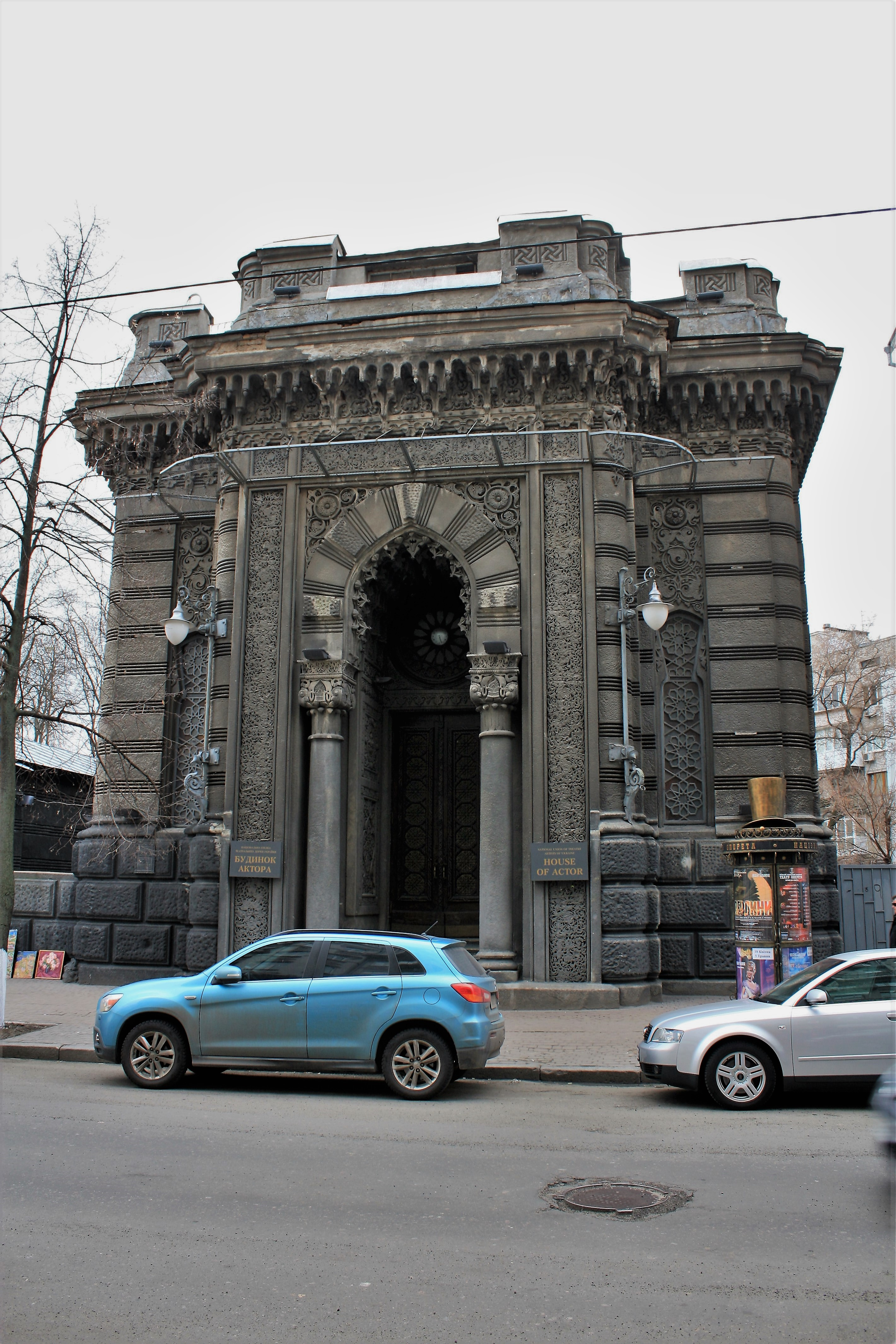
Кенаса в Києві

Частину кримських караїмів захопив у полон Вітовт і розселив по території Великого князівства Литовського. Довгий час караїмів ототожнювали з євреями і тільки наприкінці XVIII ст. стали вважати окремою народністю. Караїмські громади у містах Російської Імперії були невеликі, зокрема чисельність караїмів у Києві не перевищувала 200 осіб. З'явилися вони тут у середині XIX ст. і «спеціалізувалися» на тютюновому виробництві (три найбільші тютюнові фабрики належали караїмам). Безсумнівними лідерами громади були Соломон Коен та його брат Мойсей. Коштом Соломона Коена у 1902 році відкрито караїмський молитовний будинок — Київську кенасу.
Після відновлення незалежності Польщі після Першої світової війни в межах її кордонів жило близько 1000 караїмів. До створення в 1936 році караїмського релігійного об'єднання в Польщі прийшли чотири джумати: Тракай, Вільнюс, Луцьк і Галич. З'явилися перші активісти, які заохочували розвиток культури караїмів, захищали її від забуття через музейну освіту і видавничу справу.
Протягом двох десятиліть між війнами завдяки діяльності Тадеуша Ковальського виникло караїмознавство.

## Під час Другої Світової війни та після неї
Прихід нацистів до влади у Німеччині і введення антиєврейського законодавства спонукали німецьку караїмську громаду, представлену вісімнадцятьма колишніми офіцерами армії генерала Петра Врангеля, звернутися з проханням про невизнання їх євреями до Міністерства внутрішніх справ Третього Рейху. 5 січня 1939 року Імперське агентство генеалогічних досліджень ухвалило, що караїми не належать до єврейської релігійної громади. Під час Другої світової війни караїми, як правило, не переслідувалися гітлерівською владою на окупованих територіях.
Після нападу на СРСР питання про караїмів знову обговорювалося в німецьких відомствах. Причиною цього став направлений до Головного управління імперської безпеки (РСХА) запит командира айнзацгрупи «Д» поліції безпеки СД, яка вела приготування до знищення кримської єврейської громади, про те, яку політику треба здійснювати стосовно караїмів Криму. Берлін надіслав роз'яснення, що караїмів не слід знищувати. Питання про караїмів окупованої частини СРСР обговорювалося і пізніше, як у РСХА, так і в Міністерстві окупованих східних територій.
Після Другої світової війни динаміка зміни загальної чисельності караїмів, які проживали в СРСР, була від'ємною: згідно з переписами населення 1959 — 5700, 1970 — 4600 і 1979 — 3300 осіб.